# Mortierella angusta
Mortierella angusta är en svampart som beskrevs av Linnem. 1969. Mortierella angusta ingår i släktet Mortierella och familjen Mortierellaceae.   Inga underarter finns listade i Catalogue of Life.